# AME VI
Die AME VI war ein militärisches zweisitziges Aufklärungsflugzeug in Doppeldecker- und Ganzmetallbauweise mit Spornradfahrwerk, das in Spanien in den 1920er Jahren entwickelt und hergestellt wurde.
Der spanische Ingenieur und Militärpilot Manuel Bada Vasallo entwickelte diese Maschine in Zusammenarbeit mit Arturo González Gil. Die ersten beiden Prototypen wurden in den Werkstätten der A.M.E. (Aeronáutica Militar Española) am Flugfeld Cuatro Vientos im Jahre 1924 gebaut. Die Tragflächen der AME basierten auf denen der Bristol F.2. Die Typenbezeichnung AME und VI wurde auf Grund des Bauortes und der Einsatzgruppe VI gewählt.
Die AME VI wurde mit einem 300 PS leistenden Motor vom Typ Hispano-Suiza 8 FB ausgestattet, der mit einer aerodynamischen Motorverkleidung versehen wurde. Insgesamt wurden ab 1924 zwanzig Exemplare gebaut, die ab Februar 1927 an der Beobachterschule Escuela de Observadores de Cuatro Vientos bis zur endgültigen Auflösung der Grupo VI im Jahre 1931 im Dienst waren.

## Technische Daten
| Kenngröße             | Daten                                                          |
| --------------------- | -------------------------------------------------------------- |
| Besatzung             | 2                                                              |
| Passagiere            |                                                                |
| Spannweite            | 11,9 m                                                         |
| Länge                 |                                                                |
| Höhe                  |                                                                |
| Flügelfläche          |                                                                |
| Leermasse             | 870 kg                                                         |
| max. Startmasse       | 1250 kg                                                        |
| Höchstgeschwindigkeit |                                                                |
| Reisegeschwindigkeit  | 190 km/h                                                       |
| Dienstgipfelhöhe      | 6100 m                                                         |
| Reichweite            | max. 500 km                                                    |
| Triebwerke            | ein Hispano-Suiza 8FB, 300 PS (ca. 220 kW)                     |
| Bewaffnung            | ein nach hinten gerichtetes Maschinengewehr und leichte Bomben |